# D 615 (Türkei)
Die Straße D 615 (Devlet yolu 615) ist eine 78 km lange Straße in der Türkei. Sie bildet quasi eine Übereckverbindung von Kütahya nach Uşak.

## Verlauf
Die Straße zweigt bei Altıntaş (Kütahya) von der Straße D 650 zunächst nach Südwesten ab, führt durch Altıntaş und weiter in südsüdwestlicher Richtung nach Dumlupınar. 3 km weiter westlich endet sie an der West-Ost-Achse der D 300 ( Europastraße 96), die hier die Städte Uşak und Afyon verbindet.